# Friedrich Wilhelm I xứ Brandenburg
Friedrich Wilhelm (16 tháng 2 năm 1620 – 29 tháng 4 năm 1688) là Tuyển đế hầu thứ 11 của Brandenburg và đồng thời Công tước của Phổ trong liên minh cá nhân Brandenburg-Phổ, trị vì từ năm 1640 đến khi qua đời. Friedrich Wilhelm là người đặt nền móng cho sự phất lên của Phổ như một đại quốc ở Âu lục trong thế kỷ 18. Trong 48 năm trị vì, Friedrich Wilhelm I củng cố chính quyền trung ương, khuyến khích thương mại, mở mang văn hóa, khai thông đường thủy, trọng đạo Kháng Cách nhưng khoan dung các tôn giáo khác. Bên ngoài, Friedrich Wilhelm liên kết với Thụy Điển đánh bại Ba Lan năm 1656, chấm dứt thời kỳ Phổ thần phục Ba Lan. Năm 1672, Thụy Điển nghe Pháp kích động, bèn tràn sang đánh Phổ. Friedrich Wilhelm đích thân đi đánh, thắng nhiều trận, lấn sang cả tỉnh Pommern (Thụy Điển). Năm 1679, Pháp gây sức ép buộc Friedrich Wilhelm I phải trả lại đất cho Thụy Điển. Dù sao, năng lực trị nước và cầm quân của Friedrich Wilhelm đã khiến ông có biệt danh là Đại Tuyển hầu tước (Der Große Kurfürst).

## Thân thế

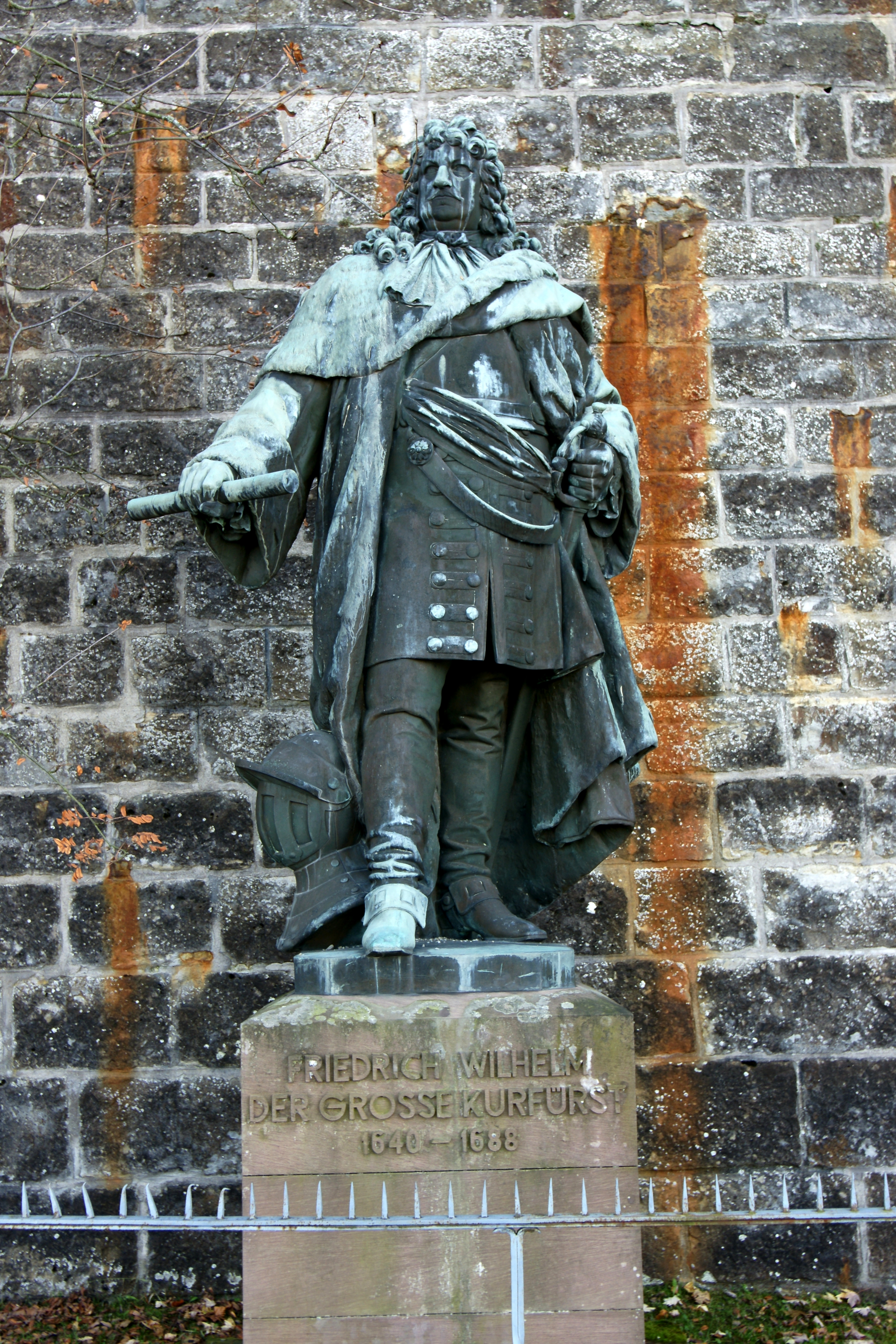
Tượng Đại Tuyển hầu, do Erdmann Encke thực hiện (Lâu đài Hohenzollern).

Friedrich Wilhelm sinh ở Berlin, quốc đô Phổ-Brandenburg. Ông là con tuyển hầu tước George Wilhelm, và Elizabeth Charlotte xứ Pfalz. Từ năm 1634 đến 1637, ông học ở đại học Leiden (Hà Lan). Friedrich Wilhelm theo đạo Kháng Cách nhưng từ khi học ở Hà Lan đã tiếp nhận tư tưởng khoan dung tôn giáo. Friedrich Wilhelm còn được bố vợ tương lai là Thân vương Frederik Henrik xứ Oranje dạy về nghệ thuật, thương mại và khoa học quân sự Hà Lan.
Thế kỷ 17, Phổ-Brandenburg là một nước nhỏ ở đông bắc Đức, bên trong đế quốc La Mã Thần thánh. Phổ nhỏ, yếu, kém tài nguyên và hay bị Thụy Điển xâm lấn. Quốc quân Phổ cai quản những vùng đất nằm rải rác, cách biệt nhau như Phiên bá quốc Brandenburg, Công quốc Cleves, Bá quốc Mark, và Công quốc Phổ. Khi ấy, cuộc chiến tranh Ba mươi năm vẫn còn tiếp diễn. Di sản của Quận công George William thật nghèo nàn, nhưng vua con Friedrich Wilhelm I đã tỏ ra là một vị chúa hùng mạnh, tài ba và tham vọng. Năm 1640, Georg Wilhelm chết. Friedrich Wilhelm lên nối ngôi. Lúc này ông mới 20 tuổi, và cần phải chấm dứt chiến tranh Ba mươi năm.

## Chính sách đối ngoại

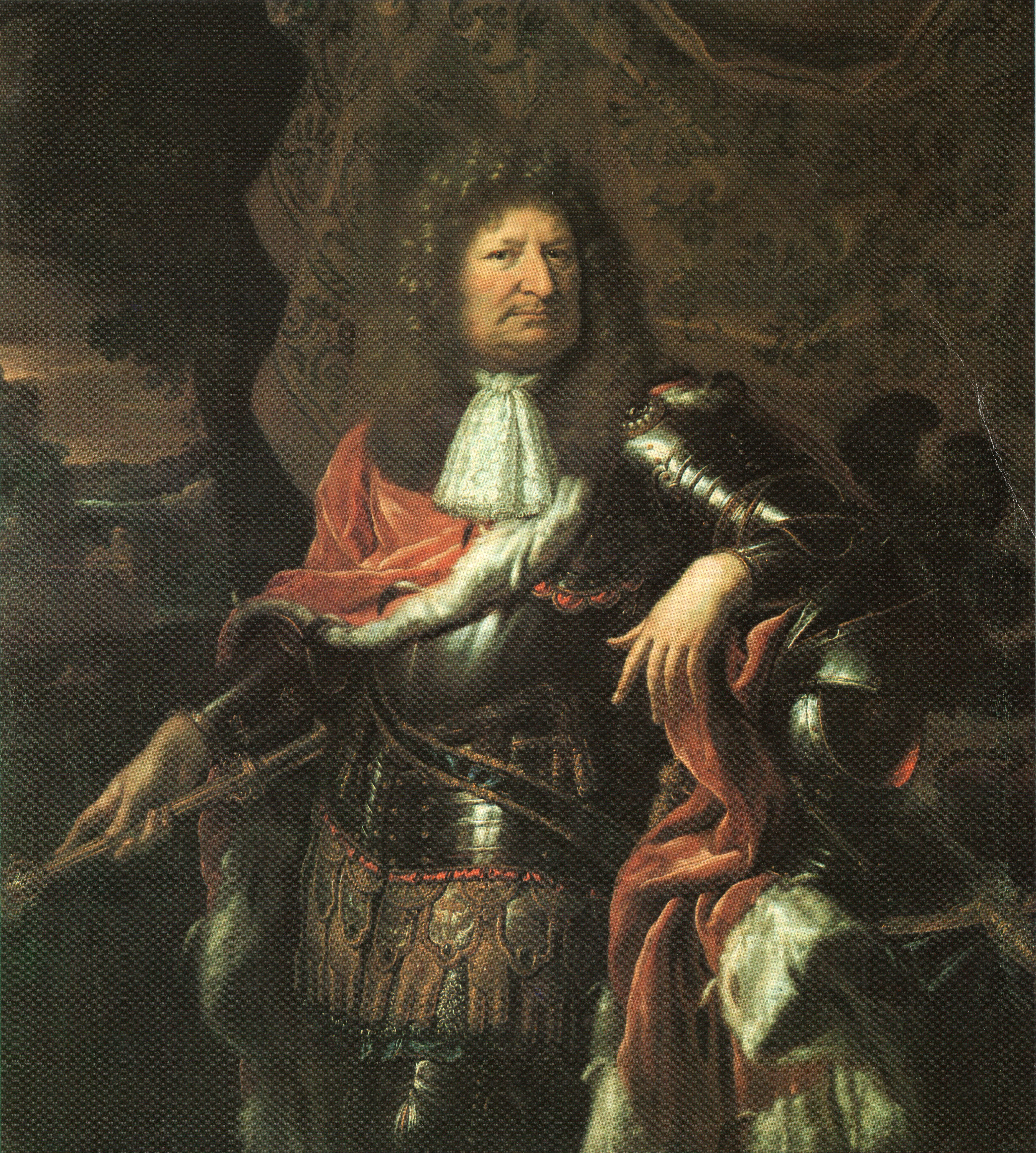
Vị Tuyển hầu tước vĩ đại qua nét vẽ của Gemalt von Gedeon Romandon - 1688.

Trong suốt cuộc chiến tranh Ba mươi năm tàn khốc, Quận công George William, cùng với một đội quân rất nhỏ, đã đấu tranh vì sự cân bằng quyền lực mỏng manh giữa lực lượng Tin Lành và Liên đoàn Công giáo trong Đế quốc La Mã Thần thánh. Xứ Phổ lúc thì theo bên này, lúc thì theo bên kia (và cũng có khi trung lập). Ngay sau khi Quận công Friedrich Wilhelm I lên ngôi, thần dân xứ Phổ cần lập lại hòa bình: đây không phải là một nền hòa bình tồi tệ theo một Hiệp định nào đó giữa xứ Phổ và các cường quốc tham chiến, mà là một Hiệp định có lợi cho chủ quyền của họ. Do đó, vị chúa sáng suốt đã đến yết kiến vua Ba Lan tại kinh thành Warsawa, và triều đình Ba Lan đã chính thức công nhận chủ quyền của ông đối với Công quốc Phổ. Ông làm theo chiến lược của mình ở xứ Phổ; ông không làm theo lời khuyên của quan đại thần Schwartzenberg, mà tìm cách phá vỡ liên minh với Đế quốc La Mã Thần thánh, hòa đàm với Đế quốc Thụy Điển. Dĩ nhiên, ông cũng làm được điều này là do quan đại thần Schwartzenberg mất vào năm 1641.

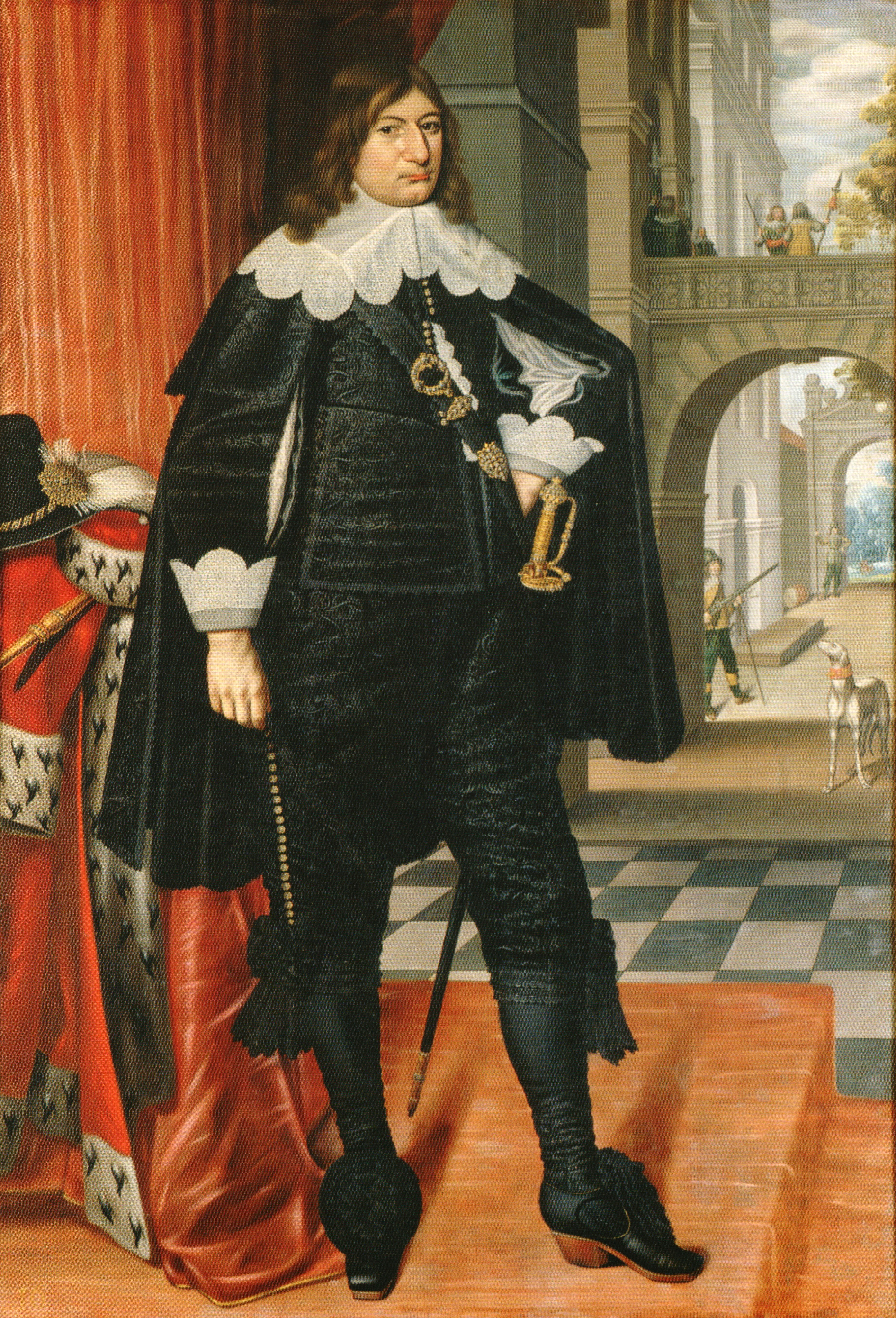
Vị Tuyển hầu tước vĩ đại qua nét vẽ của họa sĩ người Đức là Matthias Czwiczek (1642)

Ông liền phá vỡ liên minh với Đế quốc La Mã Thần thánh, tuyên bố muốn chấm dứt chiến tranh và tiến hành thỏa thuận bí mật với người Thụy Điển. Ông cũng không cho đội quân đánh thuê của ông làm tổn hại tài nguyên của lãnh địa nữa; và vào năm 1643, khi nhà chúa trở về kinh thành Berlin, ông đã làm sáng tỏ hơn về những ý định của ông. Ông hiểu rằng, việc quân Thụy Điển rút lui sẽ là tiền đề cho sự phục hồi của xứ Brandenburg. Cuối cùng, hai bên đã ký kết Hòa ước vào năm 1644. Khi chiến tranh Đan Mạch-Thụy Điển nổ ra ít lâu sau đó, triều đình Thụy Điển mời ông đứng ra trung gian, và điều này tạo tiền đề cho danh tiếng của ông về sau. Vào năm 1648, sau khi Quận công Friedrich Wilhelm I lên ngôi, Hiệp định Westphalia đã được ký kết, chấm dứt cuộc chiến tranh Ba mươi năm tàn khốc ở Đức. Ông đã tiến hành xây dựng lại các lãnh địa đã bị tàn phá nghiêm trọng trong cuộc chiến tranh. Trong khi vấn đề tôn giáo còn là một vấn đề nóng hổi ở các quốc gia châu Âu khác, vị tân Tuyển hầu tước thi hành chính sách tự do tôn giáo. Với sự giúp đỡ của các chuyên gia người Pháp, ông đã xây dựng một lực lượng Quân đội để bảo vệ lãnh địa của mình.
Quận công xứ Phổ - Brandenburg chiếm được một số vùng đất sau cuộc chiến tranh Ba mươi năm (Đông Pomerania, Halberstadt, Minden và Magdeburg), nhờ đó ông trở thành vị vua hùng mạnh nhất trên đất Đức, sau Vương triều Habsburg. Tuy nhiên, Vương quốc Ba Lan và Thụy Điển đe dọa xâm lược xứ này. Trong công cuộc xây dựng lãnh địa Phổ - Brandenburg, vị lãnh chúa đã thực hiện chính sách ngoại giao thận trọng, không để lãnh địa rơi vào tình cảnh loạn lạc. Ông khôn khéo kích các nước láng giềng đánh lẫn nhau trong hai cuộc chiến tranh Anh-Hà Lan các năm 1652 - 1654, 1665 - 1667, chiến tranh Hà Lan (1672 - 1679) và cuộc chiến tranh Bắc Âu 1656 - 1660.
Do nhận thấy vua Pháp là Louis XIV 'Mặt trời' trở thành mối đe dọa quá lớn đến sự tồn vong của dân tộc Đức, nhà chúa Phổ - Brandenburg đã thiết lập liên minh với vua Pháp, nhờ ông ta viện trợ thật nhiều cho xứ Phổ - Brandenburg, và nhờ đó, ông đã nâng cao thực lực của lãnh địa Bá tước Brandenburg trên chính trường châu Âu, và ảnh hưởng của ông đối với vua Louis XIV. Khi quân Pháp thiết lập "liên minh sông Rhine" với các tiểu quốc ở Đức, vua Louis XIV bằng được mời chúa Phổ - Brandenburg tham gia liên minh, vì ông ta cho rằng, liên minh sẽ lớn mạnh nếu có một Quân vương kỳ cựu như thế tham gia. Vào tháng 3 năm 1664, Tuyển hầu tước Friedrich Wilhelm I gia nhập "Liên minh sông Rhine". Vào ngày 1 tháng 8 năm 1664, với một lực lượng ít ỏi hơn hẳn, liên quân vùng sông Rhine của Đế quốc La Mã Thần thánh, Pháp và các Vương hầu người Đức ở vùng sông Rhine giành chiến thắng huy hoàng trước đại quân Thổ Ottoman trong trận đánh khốc liệt tại Saint Gotthard. Tuy nhiên, vốn thật ra chẳng ưa gì người Pháp, ông đã vài lần xé bỏ liên minh với Pháp, lần đầu vào năm 1672 trong cuộc chiến tranh Hà Lan.

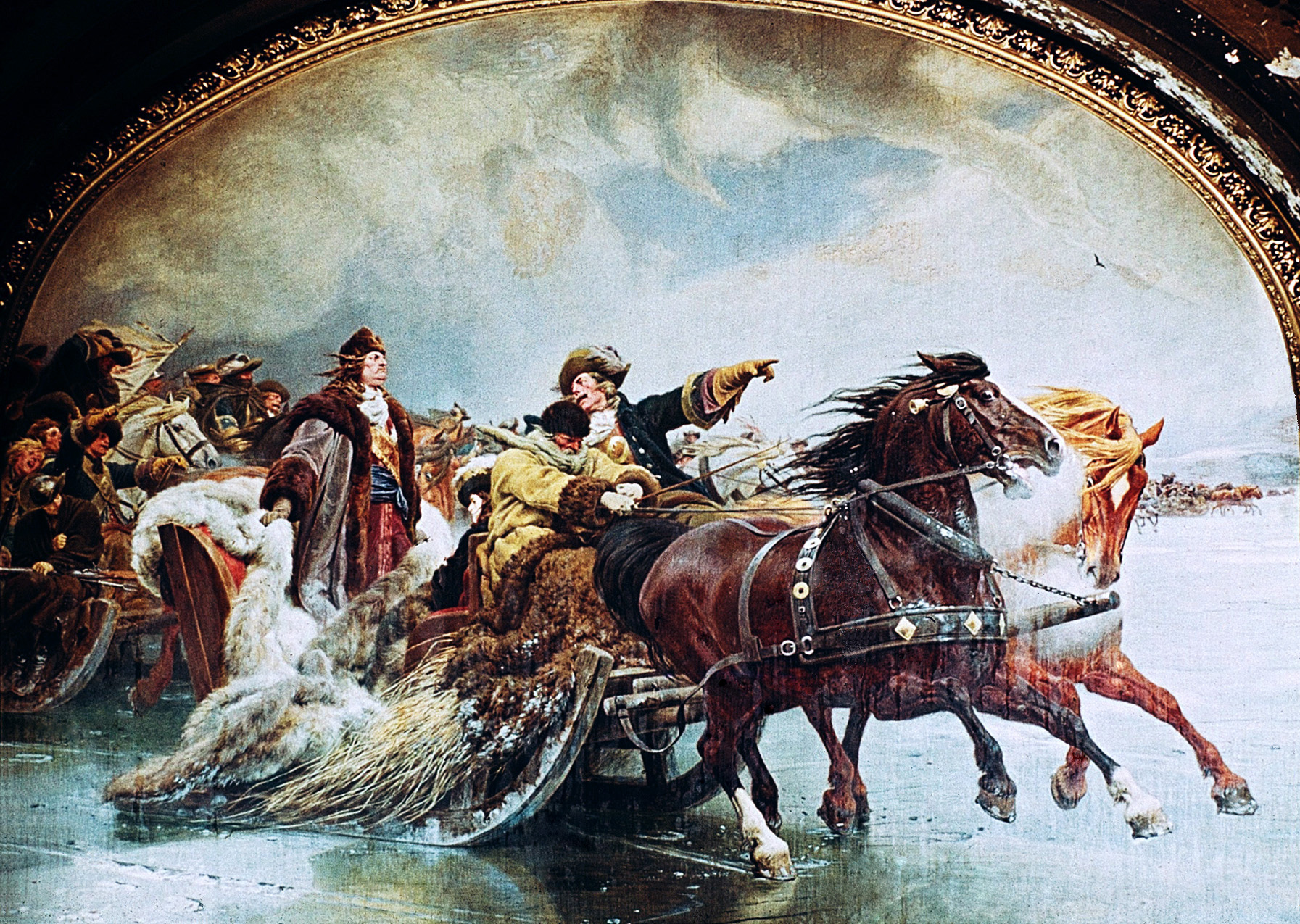
Quân đội Brandenburg vào năm 1679, tranh vẽ treo tường tại Ruhmeshalle Berlin của Wilhelm Simmler, khoảng 1891.

Vị Tuyển hầu tước vĩ đại (Tem nước Đức - 1967).

Ông cũng đòi ngôi chúa xứ Berg và xứ Jülich, nhưng thất bại trong cuộc chiến tranh Berg lần thứ nhất (1646 - 1647). Trong cuộc chiến tranh Berg lần thứ hai (1651), ông chiếm được xứ này, nhưng các cường quốc lại bắt ông phải rút quân. Trong cuộc chiến tranh Bắc Âu lần thứ hai, ông bị buộc phải làm vua chư hầu cho Đế quốc Thụy Điển theo Hiệp định Königsberg (1656). Cuộc chiến tranh vẫn còn tiếp diễn, và Quận công Friedrich Wilhelm I đã rời bỏ vua Thụy Điển mà thiết lập liên minh với vua Ba Lan vào năm 1657. Nhờ đó, chúa Brandenburg giành được toàn bộ quyền thống trị Công quốc Phổ qua các Hiệp định Labiau, Wehlau, Bromberg và Oliva, thậm chí có khi ông còn chiếm được cả Tây Pomerania trước Hiệp định Oliva. Do đó, Hoàng đế La Mã Thần thánh giờ đây chỉ còn là bá chủ của những lãnh địa thuộc Hoàng gia Habsburg. Đây là một trong những thành công vang dội nhất của chúa Brandenburg, như vậy ông đã hoàn thiện lời dạy của nhà triết học Niccolò Machiavelli. Vào năm 1666, cuối cùng thì ông giành được ngôi chúa xứ Cleve-Jülich, Mark và Revensberg. Song, vào năm 1686, ông bãi bỏ các Công quốc tại Silesia, đổi lại, ông nhận lấy Schwiebus.
Trong cuộc xung đột giành quyền thừa kế Pomerania, Tuyển hầu tước Friedrich Wilhelm I phải hứng chịu hai thất bại: một thất bại trong cuộc chiến tranh Bắc Âu và một thất bại trong cuộc chiến tranh Scania. Dù nhiều lần đại thắng tại vùng Pomerania thuộc Thụy Điển, ông làm theo yêu cầu của Vương quốc Pháp là trả những vùng đất bị ông chiếm đóng cho vua Thụy Điển theo Hiệp định Saint-Germain-en-Laye (1679), nhưng ông vẫn không thể mất cái danh hiệu là vị vua đầu tiên đã buộc người ta phải nói: lãnh địa Phổ - Brandenburg là một dân tộc huy hoàng và có nền quân sự hiển hách. Là vị vua đã đem lại những thành tựu vĩ đại cho toàn dân, khi Hiệp định Saint-Germain-en-Laye được ký kết, ông đã hoàn toàn là vị "Tuyển hầu tước vĩ đại". Đổi lại việc trả đất cho Thụy Điển, ông nhận lấy một khoản chiến phí lớn từ tay vua Pháp. Tuy nhiên, đống chiến phí này không đẩy lui ông khỏi các liên minh chống Pháp: Vào năm 1683, ông gửi một đạo quân Brandenburg đến giúp Hoàng đế La Mã Thần thánh là Leopold I giải vây kinh đô Viên đang bị quân Thổ Ottoman bao vây: trong trận Viên, liên quân Áo, các lãnh địa ở Đức và Ba Lan đánh cho quân Thổ Ottoman đại bại, buộc quân Thổ phải rút lui trở về. Vào năm 1685, nhà chúa Friedrich Wilhelm I lại thiết lập liên minh với vua nước Anh là William III. Vào năm 1686, ông thiết lập liên minh với Hoàng đế Leopold I: theo những thỏa thuận giữa ông và nhà vua, nhà chúa nhận một khoản tiền lớn, đổi lại ông tham gia chiến tranh chống Đế quốc Ottoman - Thổ Nhĩ Kỳ với nhà vua.

## Những chiến công hiển hách của chúa Phổ

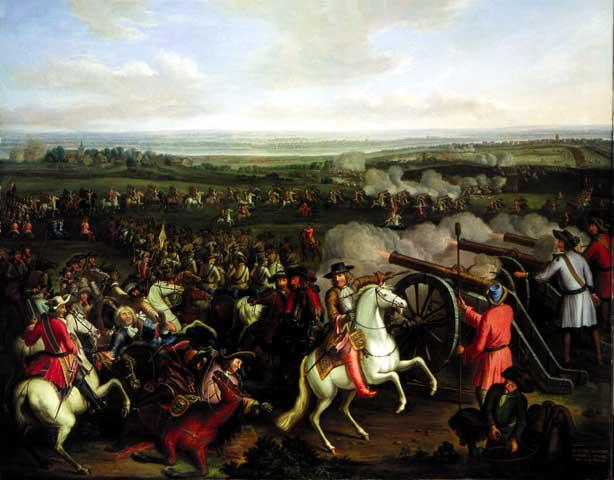
Tuyển hầu tước vĩ đại dẹp tan quân Thụy Điển trong trận chiến Fehrbellin (1675).

Quận công Friedrich Wilhelm I không hổ danh là một vị thống soái xuất sắc; đội quân thường trực của ông trở thành tấm gương cho Quân đội Phổ sau này. Tên tuổi của ông trở nên nổi tiếng vì đã cùng quân Thụy Điển đánh tan tác liên quân Ba Lan - Thát Đát Krym trong trận chiến Warsaw (1656). Theo tác giả Hajo Holborn, chiến thắng vang dội tại Warsaw là "sự kiện mở đầu cho lịch sử quân sự nước Phổ". Đây là một bước tiến đáng kể của lãnh địa Brandenburg. Trong khi liên quân Ba Lan - Thát Đát Krym đông đảo hơn hẳn, các binh sĩ của chúa Brandenburg tỏ ra rằng: họ không thua gì đội quân tinh nhuệ Thụy Điển kia. Với chiến công hiển hách tại Warsaw, xứ Brandenburg - Phổ giờ đây đã trở thành một trong những cường quốc quân sự hàng đầu của châu Âu. Ông và vua Thụy Điển là Karl X Gustav ca khúc khải hoàn tiến vào kinh đô Ba Lan, sau hai ngày chiến đấu quyết liệt (28 tháng 7 - 30 tháng 7). Nhờ có chiến thắng huy hoàng này mà vua Ba Lan là John Casimir đã công nhận rằng: vị lãnh chúa xứ Brandenburg không còn là chư hầu của Vương quốc Ba Lan như trước kia nữa.

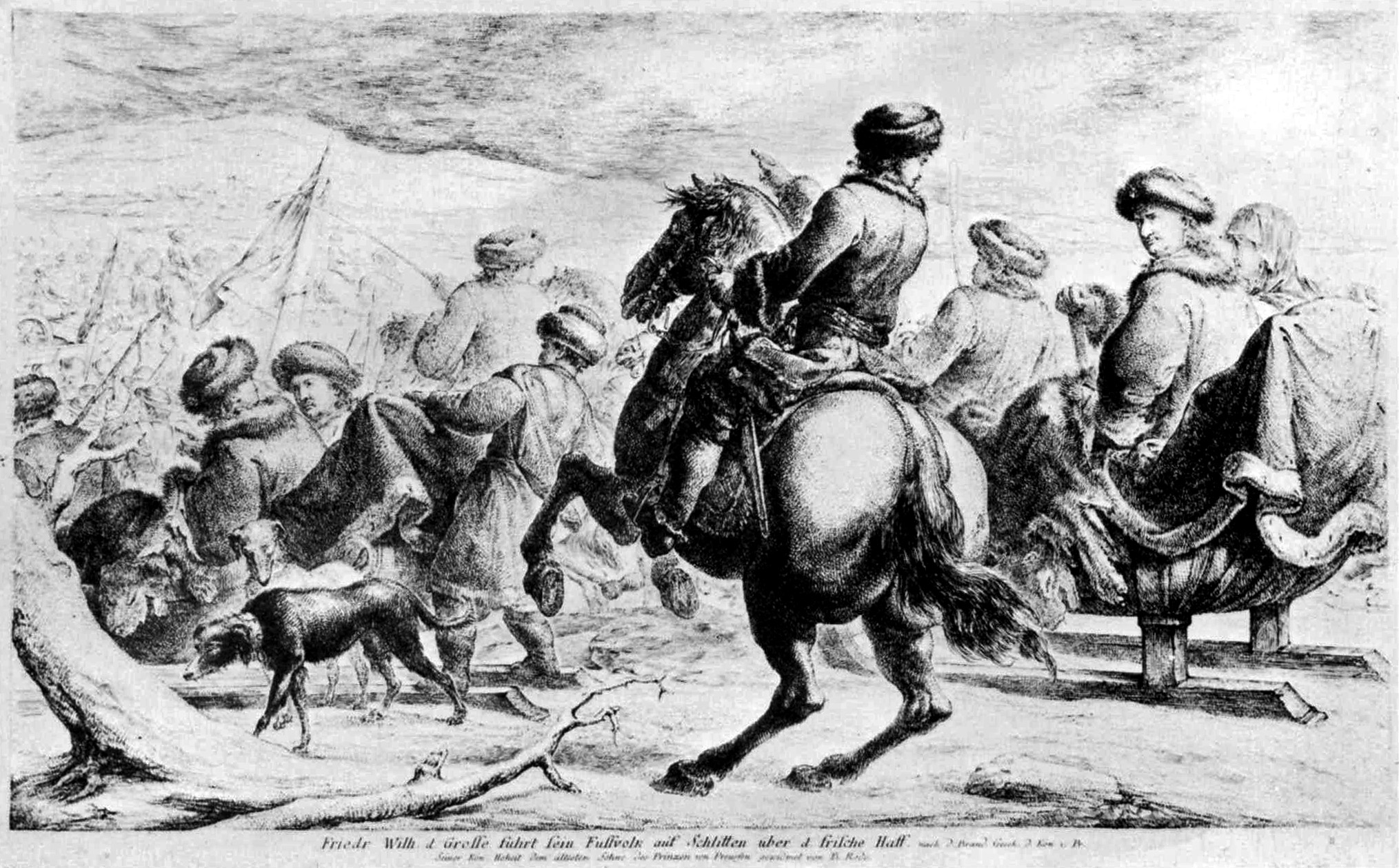
Chúa Friedrich Wilhelm Vĩ đại thống lĩnh Bộ binh Phổ trên xe trượt tuyết vượt qua phá Curonian (cuộc chiến 1679), bản in khắc do Bernhard Rode thực hiện (khoảng 1783).

Tuy nhiên, trong cuộc chiến tranh Pháp-Hà Lan (1672 - 1679), vua Pháp là Louis XIV xúi giục vua Thụy Điển xé bỏ liên minh với xứ Brandenburg, thế là quân Thụy Điển tiến hành xâm lược xứ này vào tháng 12 năm 1674. Vua Pháp xem xứ Brandenburg là kẻ thù hùng mạnh nhất của ông ta. Trong lúc ấy, nhà chúa Brandenburg đang thân chinh đánh Pháp tại Alsace. Sau một cuộc hành quân dài 250 kilômét trong vòng 15 ngày, ông và quân sĩ trở về lãnh địa. Công tử Karl Emil (1655 - 1674) lâm bệnh mất khi theo vua cha ra chiến trường; và cuộc hành quân hiển hách từ xứ Franconia về lãnh địa Brandenburg cũng là công trạng lớn lao của Thống chế George von Derfflinger. Tuy Quân đội Brandenburg đã mệt mỏi, vua - tôi Brandenburg đã thành công: Quân đội chúa Brandenburg đã đẩy lui quân Thụy Điển trong trận đánh tại Rothenow, chỉ ba ngày trước một chiến thắng oanh liệt khác của nhà chúa. Đây sẽ là cuộc chiến làm cho tài năng của vị lãnh chúa kiệt xuất trở nên đáng chú ý hơn cả.
Ông đã đột kích, và cùng với Thống chế Phổ là Georg von Derfflinger, ông mang 5600 Kỵ binh Brandenburg và 13 khẩu pháo đánh tan tác một đội quân đông đảo hơn hẳn 7000 Bộ binh, 4000 Kỵ binh và 38 khẩu pháo Thụy Điển trong trận chiến Fehrbellin vào ngày 28 tháng 6 năm 1675, ở phía Tây Bắc kinh thành Berlin. Chiến công hiển hách của ông tại Fehrbellin là một trận đánh chủ yếu dựa vào Kỵ binh, tuy không khốc liệt cho lắm nhưng chiến công này có những ý nghĩa quan trọng về tinh thần, chiến lược và chính trị. Ông hạ gục được danh tướng Thụy Điển Wrangel; giờ đây, ông đã xóa bỏ cái huyền thoại "Quân đội Thụy Điển vô địch thiên hạ", và chiến thắng của ông đã chấn vang toàn bộ châu Âu. Chiến thắng này có ý nghĩa quan trọng nhất đối với nhân dân miền Bắc Đức, làm họ cảm thấy một cường quốc đang trỗi dậy. Chính trận đại thắng tại Fehrberllin đã khiến cho người đương thời gọi ông là "Tuyển hầu tước vĩ đại", củng cố danh tiếng của ông. Có nhận định cho rằng, chiến thắng vang dội trước vua Karl XI và Thống chế Waldemar von Wrangel của quân Thụy Điển là thành công lớn lao nhất của vị Tuyển hầu tước vĩ đại, là chiến thắng lừng lẫy đầu tiên của chủ nghĩa quân phiệt Phổ - Brandenburg. Với trận thắng tại Fehrbellin của thiên tài quân sự ấy, xứ Phổ - Brandenburg vươn lên thành cường quốc quân sự hàng đầu ở Bắc Âu.
| “                                                                | Thuở bé, Đức Tuyển hầu tước và Quốc vương Thụy Điển đều học hành ở Utrecht, nhưng họ trở nên rất ghét nhau, do đó họ không thể giữ cái đầu lạnh. | ” |
| — Một người Ruppin nói với vua Friedrich II Đại Đế (1712 - 1786) | |   |

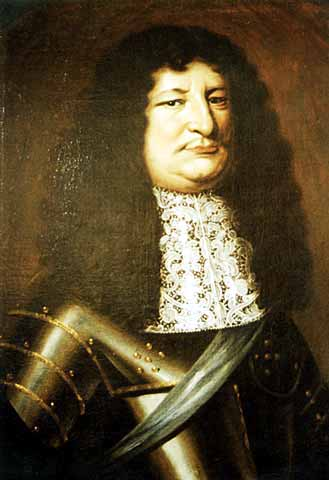
Chúa Brandenburg đánh bại tướng Thụy Điển Königsmarck tại Stralsund.

Chiến thắng đáng ghi nhớ của ông tại Fehrbellin của ông đã được ghi danh trong sổ sách những chiến công hiển hách của Quân đội khải hoàn trong trận này - lực lượng Quân đội Phổ, cùng với những trận thắng oanh liệt khác của họ như trận Rossbach hay trận Sadowa. Dĩ nhiên, ông đã giải phóng lãnh địa Bá tước Brandenburg khỏi tay Đế quốc Thụy Điển ngay sau trận thắng vang dội này. Ông sẽ còn tiếp tục phát huy lợi thế của mình, với những chiến thắng khác. Nhà chúa cũng được Quốc vương Đan Mạch và Hoàng đế nhà Habsburg của Áo viện trợ. Tuy quân Thụy Điển đông đảo hơn hẳn, vua và Quân đội Brandenburg tiếp tục giành chiến thắng tại Stettin, sau một trận bắn phá khốc liệt. Ông tiếp tục đại thắng tại Rügen vào năm 1677, áp đảo Thụy Điển tại Pomerania. Quân đội Brandenburg lại thắng lợi tại Stralsund vào năm 1678. Đúng năm đó, chúa Brandenburg đã đẩy lùi toàn quân Thụy Điển khỏi miền Tây Pomerania. Dù ông đã thực hiện cải cách nhằm thu phục lòng dân Thụy Điển, chẳng hạn như dự án đồ sộ tái xây dựng vùng Stralsund và Stettin, ít người Thụy Điển trở thành thần dân của ông. Sau khi ông đánh chiếm Stralsund, chúa Brandenburg đã khai phá vùng Pomerania thuộc Thụy Điển vào cuối năm 1678. Khi quân Thụy Điển xâm lược vùng Đông Phổ trong Mùa Đông 1678 - 1679, ông không sợ lạnh, mà huấn lệnh cho ba quân ngồi xe trượt tuyết mà tiến công từ xứ Cleves cho đến sông Vistula, đánh bại quân Thụy Điển, khi họ đang chạy qua bờ biển bị đóng băng. Vào tháng 1 năm 1679, Quân đội Brandenburg đánh tan đối phương trong các trận chiến tại Tilsit, Splitter và Heydekrug. Nhà văn người Anh là Thomas Carlyle đã so sánh cuộc tháo chạy của quân Thụy Điển khỏi xứ Phổ với cuộc tháo chạy của Hoàng đế Napoléon Bonaparte khỏi thành phố Moskva. Tác giả người Pháp là Paganel có nhận định:
| “         | Trong cuộc chiến tranh này, trên thực tế, vị Tuyển hầu tước không mở rộng thực lực của lãnh địa (nếu thế thì đây thật là một kỳ công). Nhưng về mặt tinh thế, ông và lãnh địa đã giành được chiến thắng lừng lẫy. Kể từ thời đại này, người ta công khai tôn vinh ông, và ông trở thành tấm gương sáng cho những vĩ nhân của thế kỷ sau này. | ” |
| — Paganel | |   |

Các tướng lĩnh xứ Brandenburg như Trefenfeldt và Gortz đã phò vua đắc lực trong những chiến công hiển hách nêu trên, gây cho quân Thụy Điển tổn thất nặng nề. Chúa Brandenburg đã toàn thắng trong cuộc chiến tranh Brandenburg - Thụy Điển. Vậy là ông đã sáng lập ra sự vĩ đại của dân tộc Phổ, và cùng với Hải quân Hà Lan và vua Đan Mạch là Christian V mang lại thảm họa cho Đế quốc Thụy Điển. Với chiến công hiển hách của ông, quân tinh nhuệ Thụy Điển bị ông hủy diệt và không thể hồi phục uy lực từ lúc đó cho đến thời vua Karl XII. Sau khi quân Thụy Điển đại bại, ông ca khúc khải hoàn trở về kinh đô phía Đông của ông - Königsberg. Và, nếu ông đã chặn đứng được bước tiến công của vua Pháp Louis XIV, thì sau này, vua Friedrich II Đại Đế sẽ còn chặn đứng được toàn bộ châu Âu. Ông nổi tiếng về những lời hướng dẫn và mệnh lệnh khái quát cho các tướng sĩ dưới quyền ra quyết định: đây sẽ là nền tảng cho học thuyết Auftragstaktik của người Đức. Không những thế, không những thế, ông còn nổi tiếng về việc dùng một đội quân cơ động vô cùng nhanh chóng mà đánh bại đối phương.

## Chính sách đối nội

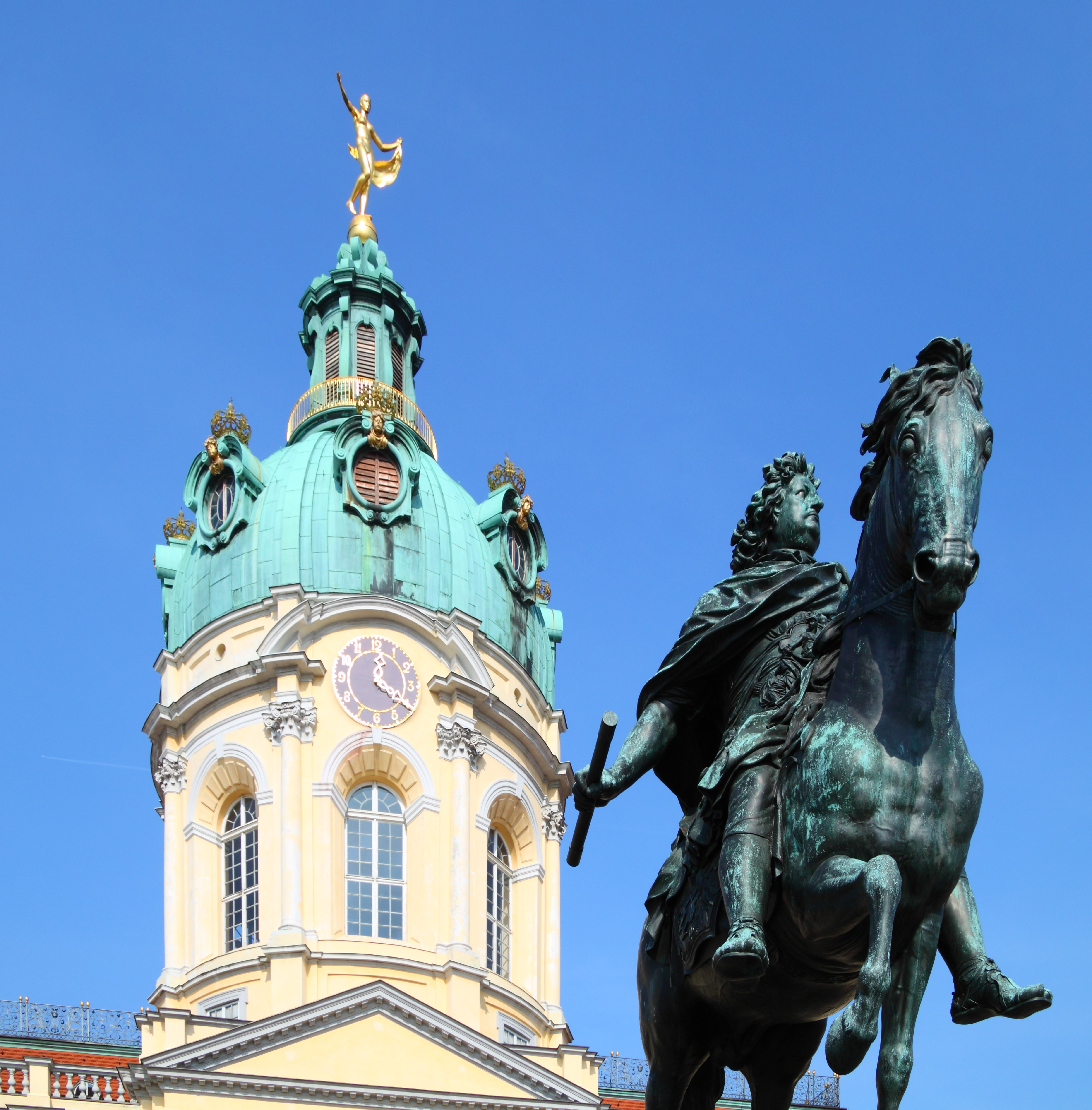
Tượng Quận công Friedrich Wilhelm I tại Cung điện Charlottenburg, Berlin

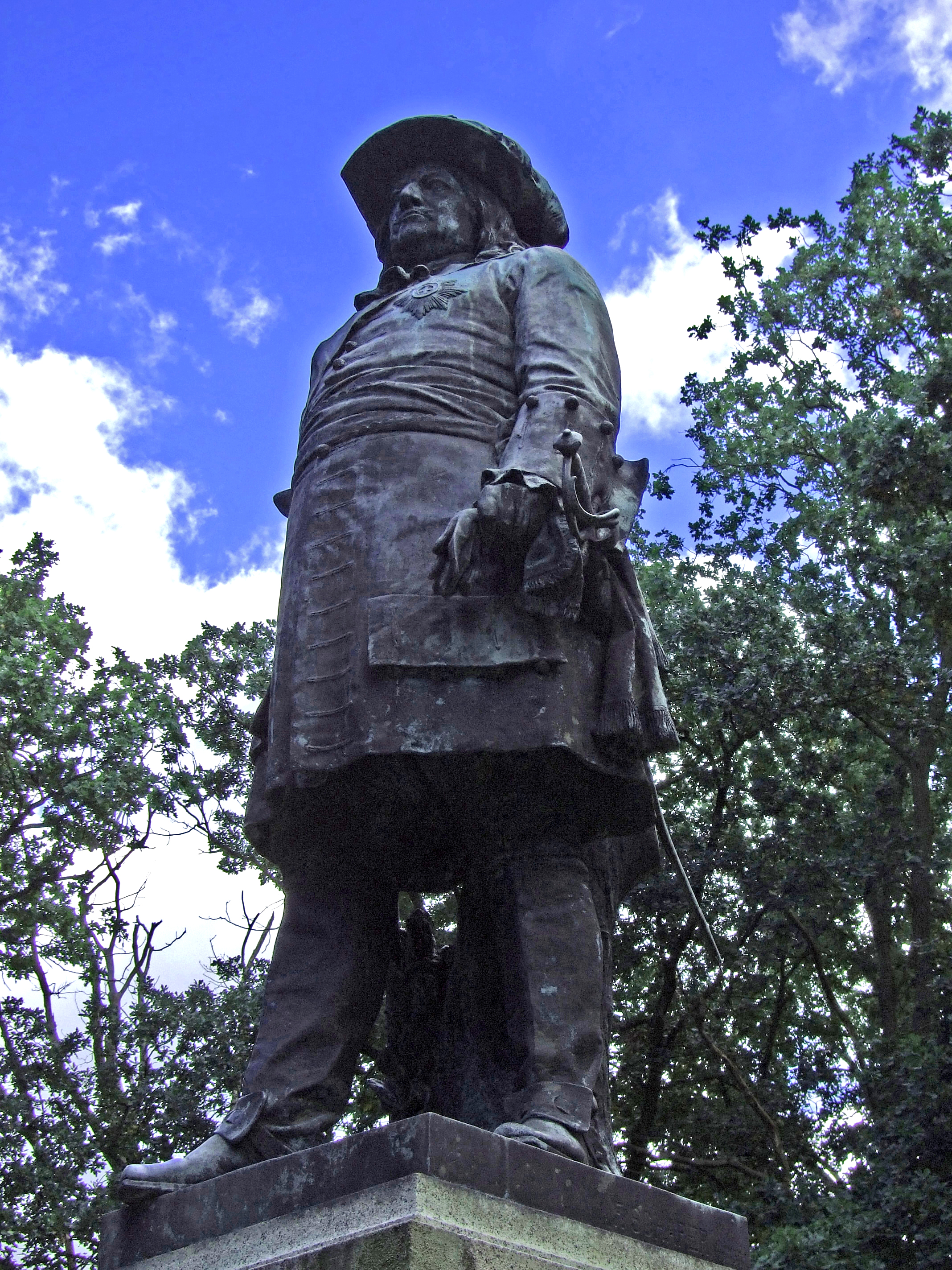
Tượng ông ở Fehrbellin, do Fritz Schaper tạc.

Nhờ vào thiên tài của ông, xứ Brandenburg đã xóa bỏ những hiểm họa vốn bùng phát kể từ thời vị Tuyển hầu tước yếu kém George William. Đầu triều ông, lãnh địa Phổ - Brandenburg dù mở rộng, nhưng có dân số ít ỏi trở nên khó khăn, vì thế Tuyển hầu tước Friedrich Wilhelm I quyết định phải xây dựng Quân đội. Cũng nhờ có tài năng xuất chúng của ông, ngay từ năm 1644, ông đã xây dựng một đội quân chính quy thường trực đầu tiên trong lịch sử Phổ - Brandenburg. Ông xóa bỏ đội quân đánh thuê, và, để bảo vệ lãnh địa giữa lúc cuộc chiến tranh Ba mươi năm vẫn chưa kết thúc, ông tuyển mộ binh sĩ từ các xứ Phổ, Cleves, hay Brandenburg, và lập nên một đạo quân chính quy thường trực với 5.500 binh sĩ. Trong đội quân này cũng có 500 Ngự lâm quân của nhà chúa. Dựa theo hình mẫu của Đế quốc Hà Lan, ông nổi tiếng vì đã thiết lập Quân đội Phổ - Brandenburg gồm 40.000 binh sĩ vào năm 1678, nhờ sự phò tá của Cục trưởng Joachim Friedrich von Blumenthal và Cục Quân nhu Phổ - Brandenburg. Ông cho lập các Trường Quân sự, phong các địa chủ Junker làm Sĩ quan Quân đội Brandenburg. Ông xây dựng lực lượng Quân đội Brandenburg chỉ trong vòng 20 năm, Quân đội Brandenburg được huấn luyện kỹ và có Kỷ luật cứng rắn. Với 45.000 binh sĩ, Quân đội Phổ - Brandenburg trở thành lực lượng Quân đội lớn thứ tư của châu Âu thời đó, qua việc đưa xứ Brandenburg trở thành một liệt cường quân sự: đây là lực lượng Quân đội đánh bại quân Thụy Điển và xóa bỏ danh tiếng của Đế quốc Thụy Điển thời bấy giờ. Vào thời đó, lực lượng Quân đội Brandenburg hùng mạnh với kỷ cương xuất sắc của ông trở thành một đội quân đặc biệt hùng tráng.

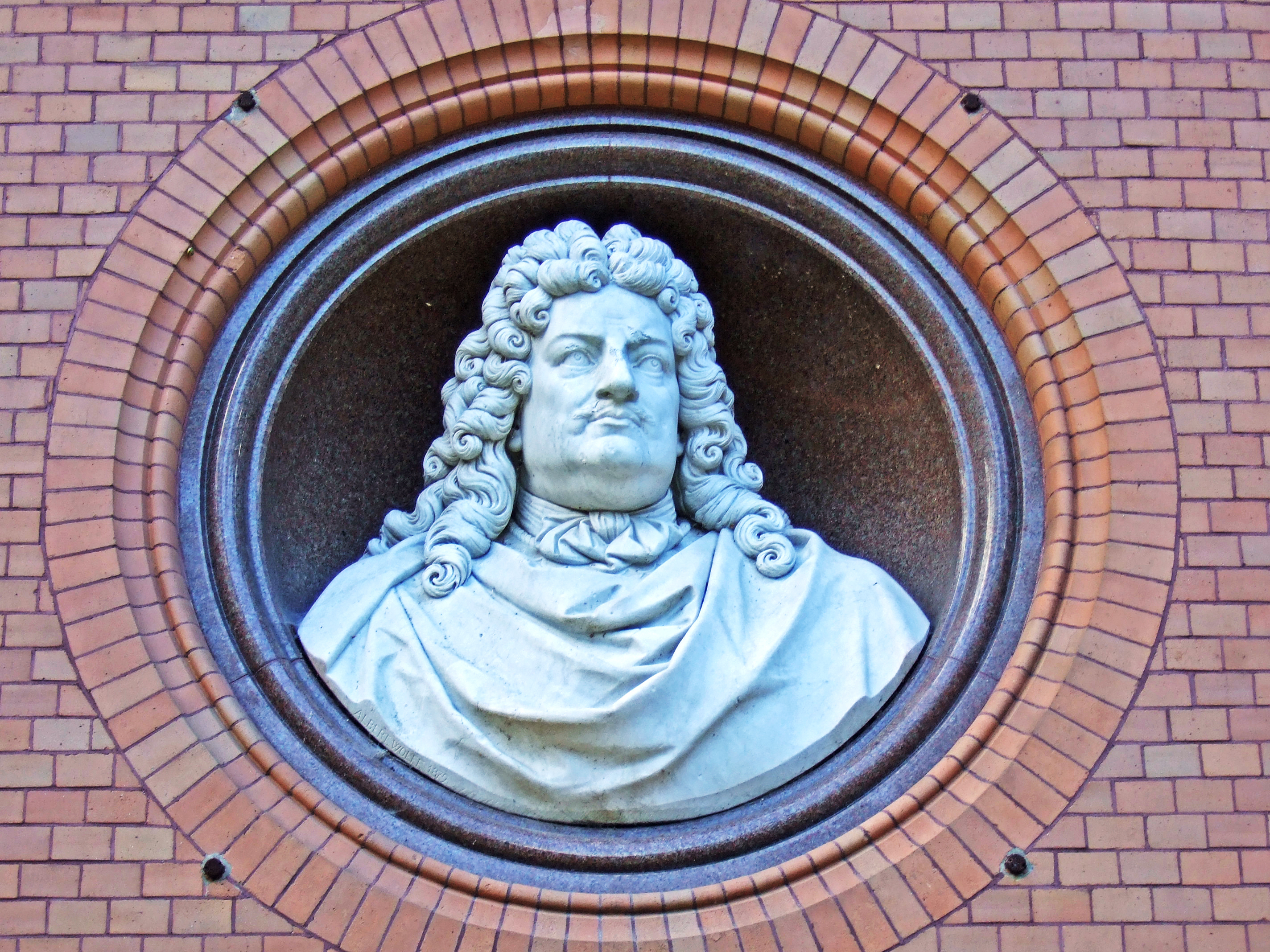
Vị Tuyển hầu tước vĩ đại

Cũng như vua Pháp đương thời là Louis XIV, ông đặt niềm tin vào chế độ quân chủ tuyệt đối. Sau khi giành chiến thắng trong chiến tranh, ông trị vì lãnh địa thái bình cho đến lúc qua đời, và tài năng của ông làm cho toàn bộ châu Âu phải thán phục, thậm chí có đến tai cả dân Thát Đát. Do đó, một phái bộ sứ thần Thát Đát đã đến yết kiến nhà chúa xứ Brandenburg. Với lực lượng Quân đội Brandenburg trở nên vô cùng hùng mạnh, muôn dân Brandenburg trở nên hãnh diện, giờ đây không nước này dám gây chiến tranh khi chưa hề sai sứ thần đến yết kiến và hỏi ý vua quan xứ Brandenburg tại kinh đô Berlin.
Dưới triều đại huy hoàng của ông, không những thành công hiển hách trong chính sách đối ngoại, chúa Brandenburg cũng không kém trong chính sách đối nội. Với vị Tuyển hầu tước kiệt xuất Friedrich Wilhelm I, xứ Brandenburg hoàn toàn rở thành một Nhà nước quân chủ chuyên quyền, chỉ không hùng mạnh bằng nước Áo. Việc vị chúa - thiên tài quân sự xây dựng bộ máy chính phủ quân chủ chuyên chế và mang lại ấm no cho trăm họ cũng là một lý do khiến người ta gọi ông là vị "Tuyển hầu tước vĩ đại". Thời bấy giờ, vua quan Brandenburg đã bảo hộ chủ nghĩa trọng thương, tư bản độc quyền, tiền trợ cấp, thuế quan, và đổi mới nội bộ. Vào năm 1667, nhà chúa tiến hành cải cách thuế má: theo đó, ông buộc các thị trấn không thể tránh khỏi thuế đánh vào một số mặt hàng được sản xuất, bán và dùng trong nội địa. Đối với các vùng nông thôn, ông ban chiếu chỉ buộc dân phải đóng thuế trực tiếp. Ông cũng dạy dân sản xuất khoai tây; do đó, thời bấy giờ người ta sản xuất đến hàng triệu giạ khoai tây trên đất Đức.
Là một vị cha đáng kính của nhân dân Brandenburg - Phổ, ông không hề ăn chơi, mà cũng không hề keo kiệt. Vào năm 1682, người ta thiết lập Công ty Phi châu ở xứ Phổ. Nhà chúa trở thành người có cổ phần đầu tiên của công ty này. Vài năm sau (1684), ông thiết lập các pháo đài quân sự ở xứ Guinea. Tuyển hầu tước Friedrich Wilhelm I không hổ danh là một Bismarck của nước Phổ thời đó, ông không những có tham vọng mở rộng bờ cõi đến Phi châu, mà còn mở rộng đến tận Vương quốc Ấn Độ. Không khác chi Thủ tướng Otto von Bismarck sau này, ông quan tâm đến Lực lượng Hải quân của lãnh địa Phổ - Brandenburg. Ông cho xây dựng Pháo đài Friedrichsburg gần bán đảo Cape Three Points vào năm 1683.

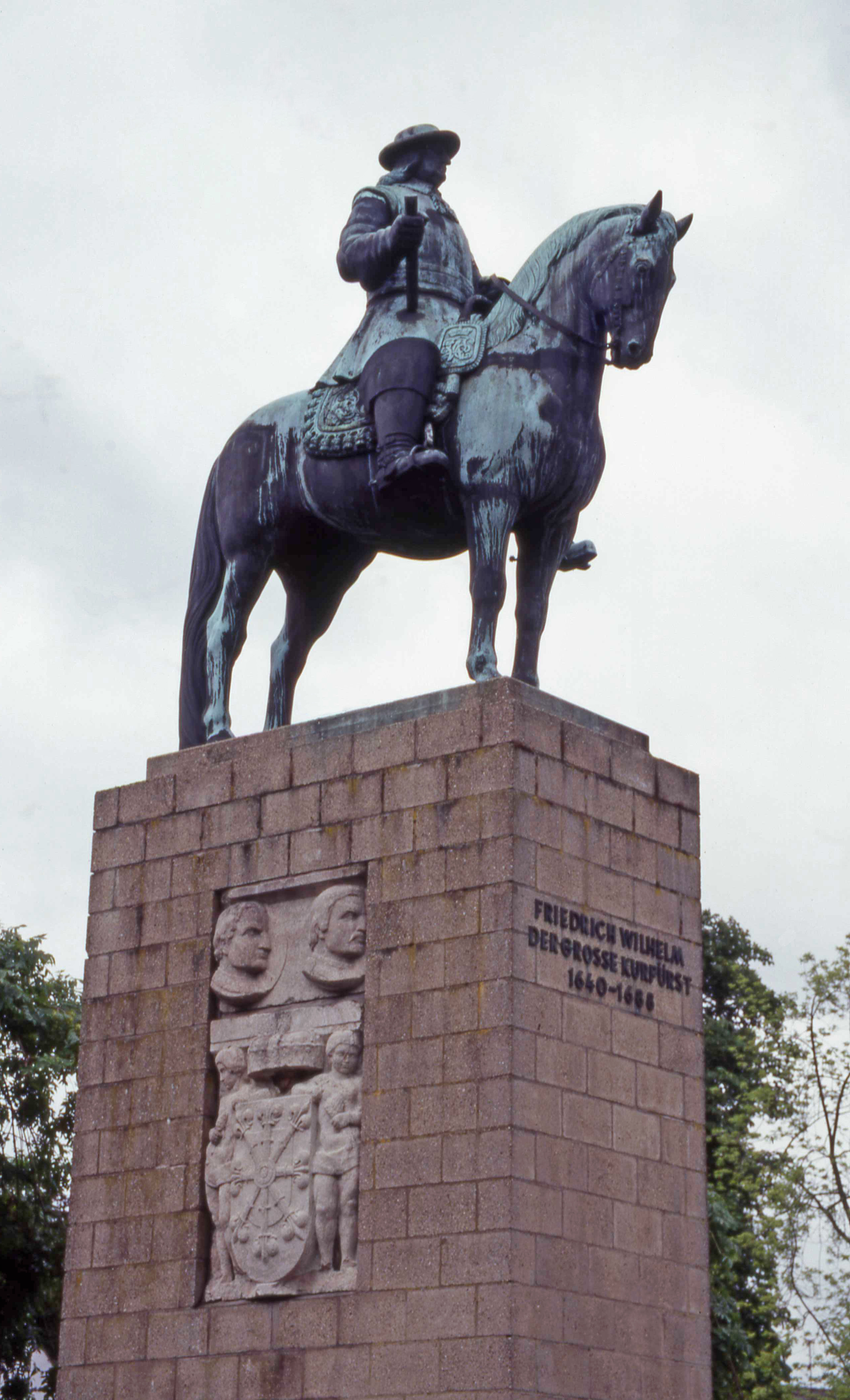
Chúa Brandenburg cưỡi ngựa, tượng của Peter Breuer tại Kleve.

Triều đình Friedrich Wilhelm I cũng vời nhà triết học - luật học Samuel von Pufendorf tới kinh thành Berlin, trọng dụng ông này và ban cho ông này trọng trách ghi chép về triều đại lâu dài của nhà chúa. Ông luôn thân hành đi khắp mọi nơi trên lãnh địa Phổ - Brandenburg, để mà xem xét dân tình, và xây đường, nhà thờ hay cầu, v.v... Trong triều đình Friedrich Wilhelm I, vị chúa sáng suốt cũng phong một người Do Thái tên là Israel Aaron làm quan trọng thần. Không những ông đã khôi phục lãnh địa Phổ - Brandenburg mà còn đưa lãnh địa của mình trở nên giàu mạnh hơn trước. Sau khi vua Pháp là Louis XIV bãi bỏ chiếu chỉ Nantes mà đàn áp các tôn giáo khác, triều đình Friedrich Wilhelm I khuyến khích những người Pháp và người Walloon Huguenot tài giỏi đến xứ Phổ-Brandenburg theo chiếu chỉ Potsdam vào ngày 29 tháng 10 năm 1685:
| “                                | Đức Tuyển hầu tước xứ Brandenburg thừa nhận những quyền lợi, đặc quyền và những điều kiện thuận lợi khác của họ. Chúa công nhân từ sẵn sàng vời những người Pháp theo Kháng Cách đến sống tại lãnh địa này. | ” |
| — Triều đình Friedrich Wilhelm I | |   |

Có ít nhất 20.000 tín đồ Huguenot đã đến lãnh địa Phổ - Brandenburg mà cư ngụ, và phát triển đất kinh kỳ Berlin. Một số người sống tại Potsdam, và xây dựng Nhà thờ Pháp. Chính sách này đã nâng cao thế lực của đạo Luther trên đất Đức, đặt nền tảng cho sự phát triển của nền công nghiệp và kỹ nghệ lãnh địa. Cục trưởng Joachim Friedrich von Blumenthal đã khuyên ông miễn thuế cho tầng lớp quý tộc, đổi lại, họ đồng ý giải tán "Quốc hội các đẳng cấp". Theo chiếu chỉ của chúa vào năm 1653, ông công nhận quyền hành của các địa chủ đối với điền trang của họ, cũng như sự hiện hữu của chế độ chủ nô và củng cố uy quyền của nhà chúa.
Ông cũng giúp dân dễ dàng đi lại giữa xứ Brandenburg và Công quốc Phổ bằng việc nối liền các đường sông bằng kênh đào (một kênh đào mang tên "Kênh Friedrich Wilhelm" được nối từ sông Oder cho đến sông Spree). Sau này, những kiến trúc sư nước Phổ, chẳng hạn như Georg Steenke, đã áp dụng cơ cấu này. Không những thế, người ta vẫn còn áp dụng cơ cấu ấy ngày nay. Dưới triều đại Friedrich Wilhelm I, lãnh địa Brandenburg được mở rộng 1/100 diện tích, và dân số tăng từ 600.000 lên đến 1.500.000 người. Không những là một vị lãnh chúa chu đáo, một vị tướng lĩnh sáng suốt, thông minh, quả cảm và táo bạo, ông còn là một nhà bảo trợ của nghệ thuật và khoa học, chính vì thế mà có nhận định cho rằng lịch sử thật đúng đắn khi mệnh danh ông là vị Tuyển hầu tước vĩ đại. Ông cũng khuếch trương văn hóa, qua việc thiết lập một thư viện tại kinh đô Berlin và một Trường Đại học tại Duisburg.

## Qua đời và di sản
Vào ngày 9 tháng 5 năm 1688, sau 48 năm trị vì lãnh địa, "Tuyển hầu tước vĩ đại" Friedrich Wilhelm I qua đời tại thành phố Potsdam. Trong vòng vài tháng, ông đã lâm bệnh phù rất nặng. Biết mình không thể sống lâu hơn, ông triệu các quan đại thần và Công tử trưởng Friedrich đến mà căn dặn. Ông nói, những cuộc chiến tranh đã làm cho ông lo âu và thận trọng, thậm chí còn gây bệnh nặng cho nhiều người khác, tuy nhiên:
| “                     | Nhưng Thiên Chúa thừa biết Ta đã đưa bộ mặt của lãnh địa trở nên như thế nào sau khi cha Ta mất, và Ta đã làm được những gì đối với lãnh địa? | ” |
| — Friedrich Wilhelm I | |   |

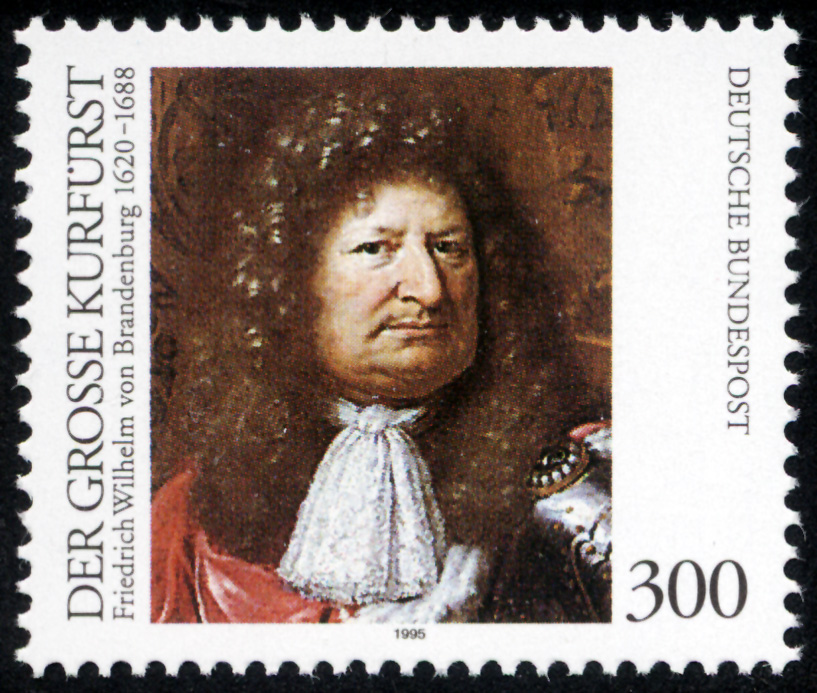
Tem hình Tuyển hầu tước vĩ đại, nước Đức năm 1995.

Tem nước Đức (1956), về thủ đô Berlin, với tượng chúa Friedrich Wilhelm I trên lưng chiến mã.

Không những thế, ông còn nói: "Ta... được bạn hữu nể phục và bị kẻ thù sợ hãi". Ông cũng khuyên Công tử Friedrich phải thận trọng trị vì lãnh địa, phải thường xuyên bảo vệ từng tấc đất, phải thương dân và lắng nghe ý kiến của các vị trung thần. Với thiên tài và sự mạnh mẽ của ông, ông đã để lại một ngân khố quốc gia được cung cấp đầy đủ, một lãnh địa được mở rộng hơn nhiều, một lãnh địa độc lập hoàn toàn, một lực lượng Quân đội hữu hiệu và một bộ máy Chính phủ vô cùng xuất sắc, với những viên quan cận thần lỗi lạc, nhờ vào tài năng làm tướng kiêm làm chính khách của ông. Không những thế, theo nhà sử học Christopher M. Clark, thì nước Phổ - mà ông công hiến không nhỏ trong việc dựng xây nên - đã trở thành tấm gương sáng của một châu Âu nhân văn, với một bộ máy hành chính xuất sắc, một chính quyền dân sự không tham nhũng, và một chính sách tự do tôn giáo.
Ông là vị lãnh chúa sáng lập ra "Quân đội có Quốc gia" đầu tiên trong lịch sử châu Âu cận - hiện đại, thậm chí đã mở đường cho công cuộc thống nhất Đế chế Đức vào năm 1871. Qua việc đánh bại Ba Lan, và liên minh Thụy Điển - Pháp, ông tỏ khác hẳn với vị tiên liệt yếu kém của ông. Những vị vua kế tục ông đã đưa Đế chế Phổ trở thành một liệt cường quân sự hạng nhất của châu Âu vào thế kỷ XVIII - khi họ đánh bại tất cả mọi cường quốc châu Âu lục địa trong một loạt cuộc chiến tranh tàn khốc. Họ cũng tiếp tục thực hiện chính sách "tự do tôn giáo" của tiên quân. Người ta đã xây dựng một bức tượng Tuyển hầu tước vĩ đại thật đồ sộ tại thành phố Berlin, để tưởng nhớ vị vua khai quốc kiệt xuất của Vương triều Brandenburg. Vào năm 1750, Quốc vương Friedrich II Đại Đế truyền lệnh cho mở nắp quan tài của vị Tuyển hầu tước vĩ đại. Vua rơi lệ, và nắm lấy tay của vị tiên liệt đáng kính. Không những thế, vua còn nói với một viên tướng.
| “                     | Vị tiên liệt này đã mở rộng đáng kể con đường cho Trẫm và các Khanh. | ” |
| — Friedrich II Đại Đế |                                                                      |   |

48 năm trị quốc của ông được xem là một nền trị vì huy hoàng. Cuối thế kỷ thứ XVII, xứ Phổ đã trở thành lãnh địa lớn nhất trong Đế quốc La Mã Thần thánh, chỉ sau nước Áo. Tuy yếu kém hơn cha, Quốc vương Friedrich I (1701 - 1713) đã phát huy công cuộc xây dựng lãnh địa Phổ - Brandenburg do ông đề xướng, và sáng lập Vương quốc Phổ. Cháu nội của ông - Quốc vương Friedrich Wilhelm I (1713 - 1740), sẽ tiếp tục thực thi những chính sách do người ông nội trùng tên của mình đề xướng: xây dựng một lực lượng Quân đội Phổ tinh nhuệ. Vị vua lừng danh của nước Phổ, Friedrich II Đại Đế (1740 - 1786), đã gọi ông là "vị chúa mở đầu cho sự huy hoàng của Vương triều Hohenzollern". Quốc vương Friedrich II Đại Đế (còn gọi là Friedrich II Độc nhất vô nhị), và mọi ông vua của Vương triều Hohenzollern, đều tưởng nhớ và kính trọng vị Tuyển hầu tước vĩ đại: Trước khi đánh bại quân Áo và chinh phạt vùng Silesia (1740), vua Friedrich II Đại Đế đã tuyên bố trước ba quân:
| “                     | Lần lượt nhớ lại những chiến công lừng lẫy của cha ông ta trên thảo nguyên Warsaw, trong trận chiến Fehrbellin... vinh quang đang chờ các ngươi đó... | ” |
| — Friedrich II Đại Đế | |   |

Trong sử học, văn học, vua cũng luôn xem vị Tuyển hầu tước vĩ đại là tấm gương sáng giá nhất cho các đời vua nhà Hohenzollern noi theo. Vua cũng từng thăm viếng chiến trường xưa Fehrbellin - là đất kinh điểm của Vương quốc Phổ vì vị Tuyển hầu tước vĩ đại từng thắng trận vang dội tại đây. Chính tinh thần của nhân dân Phổ sẽ còn trở nên hào hùng hơn với những chiến thắng lẫy lừng của Quốc vương Friedrich II Đại Đế, họ vốn là những con người thượng võ kể từ triều đại của vị Tuyển hầu tước vĩ đại Friedrich Wilhelm I, cảm thấy mình tràn ngập trong những cuộc chiến đấu anh hùng và những chiến công hiển hách. Song, tuy vị Tuyển hầu tước vĩ đại từng lập chiến công hết sức hiển hách tại Fehrbellin, nhân dân Phổ sẽ còn đấu tranh mãnh liệt, gắn bó với nhà vua hơn hẳn khi vua Friedirch II Đại Đế chinh chiến trong cuộc Chiến tranh Bảy năm (1756 - 1763). Nhưng bên ngoài xứ Phổ, Nhà nước do vị Tuyển hầu tước vĩ đại dựng xây cũng được Nga hoàng Pyotr Đại Đế - vị anh hùng có công gầy dựng nên Đế quốc Nga hùng cường - hết sức thán phục.
Sinh thời, ông đã giành quyền cai quản thành phố Potsdam từ tay gia đình địa chủ Von Hake. Là vị Tuyển hầu tước đã xây dựng kinh thành Berlin thịnh vượng, Sau 30 năm chinh chiến, ông cũng tái thiết thành phố Potsdam. Sau kinh đô Berlin, đây là nơi thứ hai mà vị lãnh chúa thường ngự. Công tử Friedrich, tức vua nước Phổ Friedrich I về sau, đã ghi nhận vào năm 1666:
| “             | Chúa công, cha của Ta vô cùng yêu quý Potsdam. Nó cũng là một nơi lý tưởng... | ” |
| — Friedrich I |                                                                               |   |

### Vị Tuyển hầu tước vĩ đại trong văn hóa

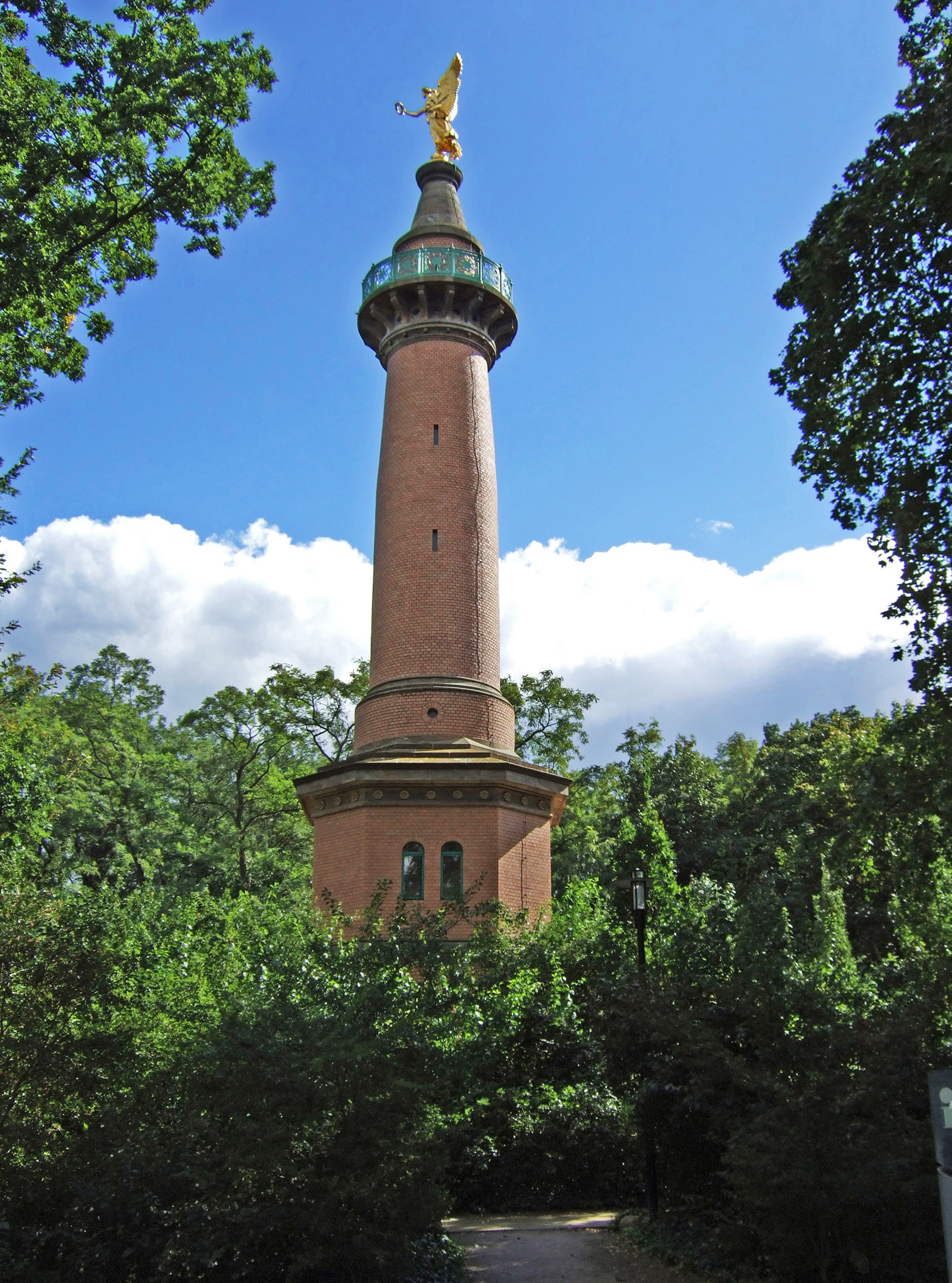
Đài kỷ niệm chiến thắng Fehrbellin (Hakenberg).

Ông cũng được tạc tượng trong đền Walhalla - nơi kỷ niệm các vị anh hùng làm rạng danh nước Đức. Tác giả Droysen cũng tán tụng những công đức của triều đại Hohenzollern và xem vị Tuyển hầu tước vĩ đại là một anh hùng dân tộc của người Đức. Trong Hoàng cung xưa ở kinh đô Berlin, Hoàng gia Phổ đã treo một tấm hình đẹp nói về chiến thắng oanh liệt của vị Tuyển hầu tước anh hùng - một trận Marathon hoặc trận Bannockburn của xứ Phổ.
Ngày nay, một trong những hình ảnh nổi tiếng nhất của Tuyển hầu tước Friedrich Wilhelm I là bức tượng ông trên lưng chiến mã, do Andreas Schlüter tạc tại sân trong của Cung điện Charlottenburg, thủ đô Berlin. Bức tượng này cho thấy ông vận bộ chiến bào thời kỳ cổ điển. Một tay ông cầm gậy chỉ huy của vị Thống soái, cho thấy tầm nhìn xa trông rộng của vị chúa quyết đoán. Ông dễ dàn điều khiển con chiến mã của mình, ý nói uy quyền của ông trên lãnh địa Phổ - Brandenburg; trong khi đó, dáng đứng của bức tượng cho thấy sự hùng mạnh của vị chúa chiến thắng, và thể hiện ông luôn luôn bất khả chiến bại, luôn luôn giành thắng lợi trên trận tiền. Chín năm sau khi nhà chúa qua đời, Andreas Schlüter đã phác thảo xong bức tượng này, và nó được khai trương vào năm 1703.

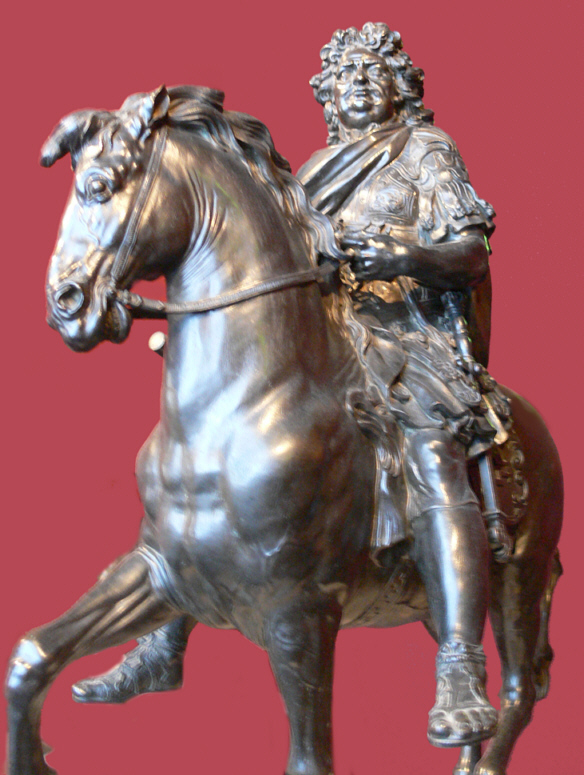
Tượng nhà chúa trên lưng chiến mã (Johann Jacobi thực hiện, 1712).

Bức tượng này kỷ niệm: "unsterbliche[...] Heldentaten", tức những chiến công oai hùng của vị Tuyển hầu tước vĩ đại. Khi mô tả bằng hình tượng về chế độ quân chủ Phổ mới mẻ, những chiến công oai hùng là hết sức quan trọng vì nhờ đó mà một Vương triều được sáng lập và thịnh vượng. Bức tượng thể hiện nhà chúa là một vị Thống soái, và do đó đã thể hiện tàm quan trọng của lực lượng Quân đội Brandenburg - lực lượng này được thể hiện qua mong ước của ông về một chế độ quân chủ chuyên chế Phổ: uy thế chính trị của xứ Brandenburg đã gia tăng thì quân số Quân đội Brandenburg cũng phải nâng cao. Có lẽ vì công lao xây dựng lực lượng Quân đội Brandenburg của ông mà Quốc vương Phổ Friedrich I Hohenzollern đã tạc tượng vua cha Friedrich Wilhelm I cưỡi ngựa, thay vì bản thân mình - khác với xu thế thường thấy vào thời đó.
Nhà thơ cung đình Phổ là Johann von Besser cũng viết thơ ca ngợi Tuyển hầu tước Friedrich Wilhelm I, thể hiện lòng dũng cảm của ông - vốn cũng không kém gì tài năng quân sự của ông. Có lẽ nhà thơ Besser thể hiện rõ nét nhất về ông qua bài thơ chưa hề được hoàn thành - "Lob-Gedicht Friedrich Wilhelm des Grossen" (Bài thơ Tuyên dương Chúa Friedrich Wilhelm Vĩ đại). Người đời sau đã xuất bản bài thơ này từ những đoạn thơ, và ba đoạn chính có nói về những chiến công oanh liệt của nhà chúa: "Beschreibung der Warschauschen" (Kể về trận đánh tại Warsawa), kể về trận đánh tại Warsawa giữa liên quân Brandenburg - Thụy Điển do chúa Friedrich Wilhelm I chỉ huy đánh liên quân Ba Lan - Thát Đát vào năm 1656 - được xem là cuộc thử lửa đầu tiên của Quân đội Brandenburg; "Beschreibung der Schlacht bei Fehrbellin" (Kể về trận đánh tại Fehrbellin), ca ngợi chiến thắng oanh liệt của ông trước quân Thụy Điển vào năm 1675 (mang lại cho ông danh hiệu "Tuyển hầu tước vĩ đại"); và "Effect der Bombardirung von Stettin" (Chiến công vây hãm Stettin), kể về cuộc vây hãm Stettin vào năm 1677, để đuổi quân Thụy Điển ra khỏi miền Bắc Đức sau chiến thắng tại Fehrbellin.
"Bài thơ Tuyên dương Chúa Friedrich Wilhelm I" cũng ca ngợi những chiến công oai hùng của ông không kém gì Andreas Schlüter vậy. Trong khi bức tượng không nêu lên hiện thực, mà huyền thoại về vị Tuyển hầu tước, Von Besser thể hiện hình ảnh của một lực lượng Quân đội bất khả chiến bại, do một vị Thống soái lý tưởng thống lĩnh. Cả hai ông này thường nêu bản chất, hai kể về những chiến công huy hoàng trong quá khứ, để ca ngợi nguồn gốc của Vương triều và thể hiện sự giàu mạnh của Vương quốc Phổ do nhà Hohenzollern trị vì. Bài thơ của Von Besser thể hiện lòng yêu nước vô bờ vô bến, sau một cuộc hành quân ông đánh trận tại Fehrbellin, nhà chúa đã chiến thắng và ca khúc khải hoàn kéo quân trở về. "Bài thơ Tuyên dương Chúa Friedrich Wilhelm I" cũng thể hiện rõ ràng hình ảnh của vị chúa anh minh. Ông được cách điệu hóa như một con chim đại bàng - biểu tượng của Vương triều Hohenzollern, và con đại bàng này bay nhanh thể hiện cuộc hành quân hiển hách của ông từ xứ Franconia về xứ Brandenburg.
| “                                            | Tai ta vẫn còn nghe, những tiếng kèn chiến thắng tại Fehrbellin và tiếng kêu của Đức Tuyển hầu tước vĩ đại. | ” |
| — Alfred Rosenberg - nhà lý luận Đức Quốc xã | |   |

## Gia quyến

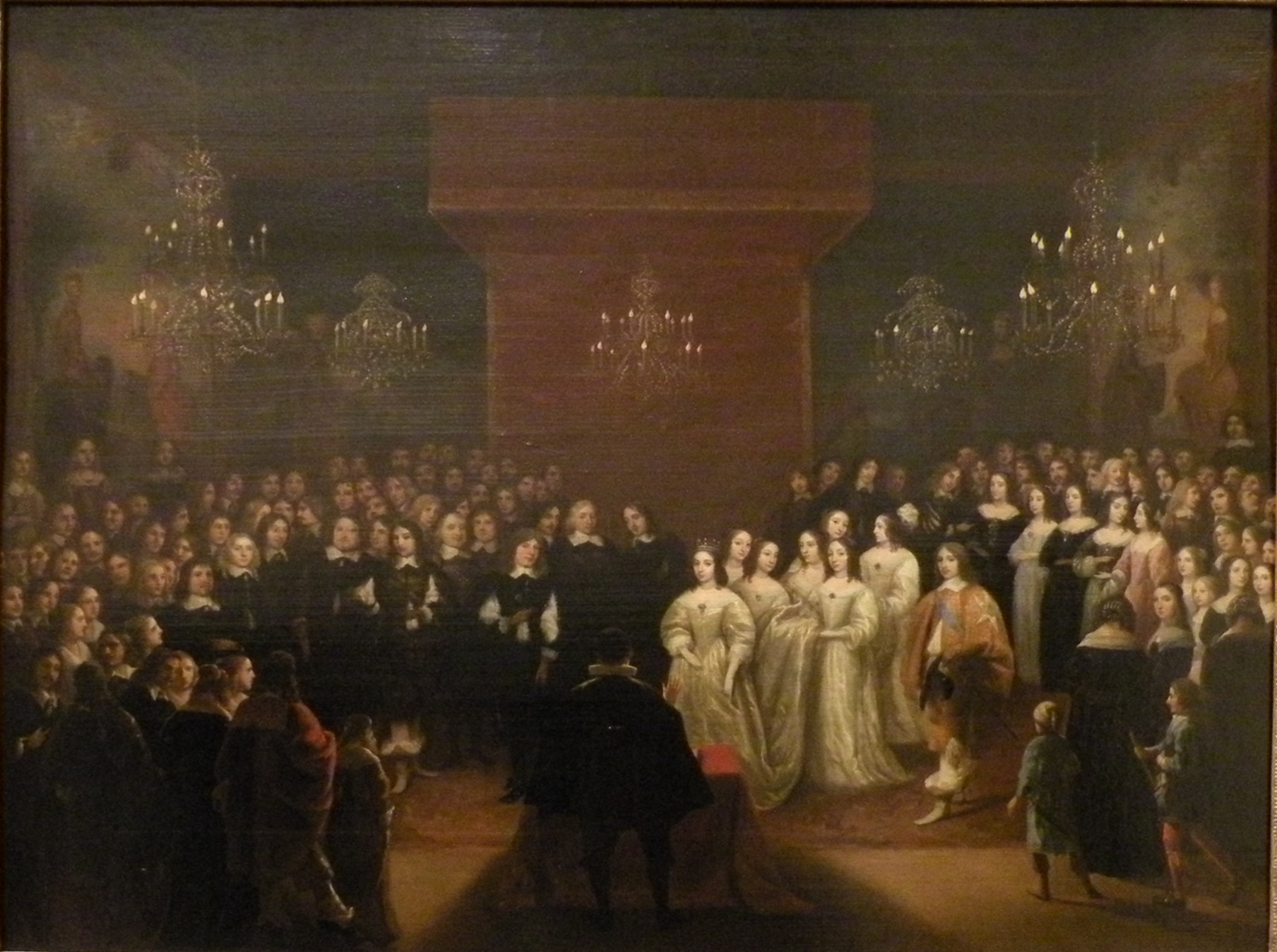
Lễ cưới của Quận công Friedrich Wilhelm (1646), họa phẩm của Johannes Mytens.

Vào ngày 7 tháng 12 năm 1646, tại The Hague, Quận công Friedrich Wilhelm I kết hôn với Luise Henriette xứ Nassau (1627 – 1667), con gái của Vương công xứ Orange-Nassau Frederick Henry và Amalia xứ Solms-Braunfels. Cục trưởng Blumenthal đã khuyên chúa nên thực hiện đám cưới này vì đây là giải pháp công bằng đối với vấn đề: ai sẽ là người thừa kế ngôi chúa xứ Jülich-Berg? Họ có những người con:
- William Henry (1648 – 1649),
- Charles (1655 – 1674),
- Friedrich I Hohenzollern (1657–1713), Tuyển hầu tước Friedrich III xứ Brandeburg
- Amalie (1656 – 1664),
- Henry (1664 – 1664),
- Louis (1666 – 1687), kết hôn với Ludwika Karolina Radziwiłł.

Vào ngày 13 tháng 6 năm 1668 tại Gröningen, Friedrich Wilhelm I kết hôn với Sophie Dorothea xứ Holstein-Sonderburg-Glücksburg, cô con gái của Philipp xứ Holstein-Sonderburg-Glücksburg và Sophie Hedwig xứ Sachsen-Lauenburg. Sophia Dorothea đã sinh hạ cho ông những người con sau:
- Philip William (1669 – 1711),
- Marie Amalie (1670 – 1739),
- Albert Frederick (1672 – 1731),
- Charles (1673 – 1695),
- Elisabeth Sofie (1674 – 1748), kết hôn với Christian Ernst xứ Brandenburg-Bayreuth (6 tháng 8 năm 1644 - 20 tháng 5 năm 1712) vào ngày 30 tháng 3 năm 1703.
- Dorothea (1675 – 1676),
- Christian Ludwig (1677 – 1734), người tiếp thu Bản côngxectô Brandenburg của nhạc sĩ người Đức Johann Sebastian Bach.

## Phả hệ của Friedrich Wilhelm I
|  |                                                                     |  |  |  |  |  |  |  |  |  |  |  |  |  |  |  |
|  | 8. Joachim Frederick, Tuyển hầu tước xứ Brandenburg                 |  |  |  |  |  |  |  |  |  |  |  |  |  |  |  |
|  |                                                                     |  |  |  |  |  |  |  |  |  |  |  |  |  |  |  |
|  |                                                                     |  |  |  |  |  |  |  |  |  |  |  |  |  |  |  |
|  | 4. John Sigismund, Tuyển hầu tước xứ Brandenburg                    |  |  |  |  |  |  |  |  |  |  |  |  |  |  |  |
|  |                                                                     |  |  |  |  |  |  |  |  |  |  |  |  |  |  |  |
|  |                                                                     |  |  |  |  |  |  |  |  |  |  |  |  |  |  |  |
|  | 9. Margravine Catherine xứ Brandenburg-Küstrin                      |  |  |  |  |  |  |  |  |  |  |  |  |  |  |  |
|  |                                                                     |  |  |  |  |  |  |  |  |  |  |  |  |  |  |  |
|  |                                                                     |  |  |  |  |  |  |  |  |  |  |  |  |  |  |  |
|  | 2. George William, Tuyển hầu tước xứ Brandenburg                    |  |  |  |  |  |  |  |  |  |  |  |  |  |  |  |
|  |                                                                     |  |  |  |  |  |  |  |  |  |  |  |  |  |  |  |
|  |                                                                     |  |  |  |  |  |  |  |  |  |  |  |  |  |  |  |
|  | 10. Albert Frederick, Công tước xứ Phổ                              |  |  |  |  |  |  |  |  |  |  |  |  |  |  |  |
|  |                                                                     |  |  |  |  |  |  |  |  |  |  |  |  |  |  |  |
|  |                                                                     |  |  |  |  |  |  |  |  |  |  |  |  |  |  |  |
|  | 5. Công nương Anna xứ Phổ                                           |  |  |  |  |  |  |  |  |  |  |  |  |  |  |  |
|  |                                                                     |  |  |  |  |  |  |  |  |  |  |  |  |  |  |  |
|  |                                                                     |  |  |  |  |  |  |  |  |  |  |  |  |  |  |  |
|  | 11. Marie Eleonore xứ Cleves                                        |  |  |  |  |  |  |  |  |  |  |  |  |  |  |  |
|  |                                                                     |  |  |  |  |  |  |  |  |  |  |  |  |  |  |  |
|  |                                                                     |  |  |  |  |  |  |  |  |  |  |  |  |  |  |  |
|  | 1. Friedrich Wilhelm I, Tuyển hầu tước xứ Brandenburg               |  |  |  |  |  |  |  |  |  |  |  |  |  |  |  |
|  |                                                                     |  |  |  |  |  |  |  |  |  |  |  |  |  |  |  |
|  |                                                                     |  |  |  |  |  |  |  |  |  |  |  |  |  |  |  |
|  | 12. Louis VI, Sứ quân Tuyển hầu tước xứ Rhine                       |  |  |  |  |  |  |  |  |  |  |  |  |  |  |  |
|  |                                                                     |  |  |  |  |  |  |  |  |  |  |  |  |  |  |  |
|  |                                                                     |  |  |  |  |  |  |  |  |  |  |  |  |  |  |  |
|  | 6. Frederick IV, Sứ quân Tuyển hầu tước xứ Rhine                    |  |  |  |  |  |  |  |  |  |  |  |  |  |  |  |
|  |                                                                     |  |  |  |  |  |  |  |  |  |  |  |  |  |  |  |
|  |                                                                     |  |  |  |  |  |  |  |  |  |  |  |  |  |  |  |
|  | 13. Nữ Bá tước Elisabeth xứ Hesse                                   |  |  |  |  |  |  |  |  |  |  |  |  |  |  |  |
|  |                                                                     |  |  |  |  |  |  |  |  |  |  |  |  |  |  |  |
|  |                                                                     |  |  |  |  |  |  |  |  |  |  |  |  |  |  |  |
|  | 3. Elizabeth Charlotte xứ Palatinate                                |  |  |  |  |  |  |  |  |  |  |  |  |  |  |  |
|  |                                                                     |  |  |  |  |  |  |  |  |  |  |  |  |  |  |  |
|  |                                                                     |  |  |  |  |  |  |  |  |  |  |  |  |  |  |  |
|  | 14. William Người im lặng Vương công xứ Orange và Bá tước xứ Nassau |  |  |  |  |  |  |  |  |  |  |  |  |  |  |  |
|  |                                                                     |  |  |  |  |  |  |  |  |  |  |  |  |  |  |  |
|  |                                                                     |  |  |  |  |  |  |  |  |  |  |  |  |  |  |  |
|  | 7. Nữ Bá tước Louise Juliana xứ Nassau                              |  |  |  |  |  |  |  |  |  |  |  |  |  |  |  |
|  |                                                                     |  |  |  |  |  |  |  |  |  |  |  |  |  |  |  |
|  |                                                                     |  |  |  |  |  |  |  |  |  |  |  |  |  |  |  |
|  | 15. Công nương Charlotte xứ Bourbon                                 |  |  |  |  |  |  |  |  |  |  |  |  |  |  |  |
|  |                                                                     |  |  |  |  |  |  |  |  |  |  |  |  |  |  |  |
|  |                                                                     |  |  |  |  |  |  |  |  |  |  |  |  |  |  |  |